# Contribución de Usos y Consumos
La Contribución de Usos y Consumos fue un impuesto indirecto existente en España, establecido en 1940, en la denominada reforma Larraz, aprobada por la Ley de Reforma Tributaria de 16 de diciembre de 1940, promovida por el ministro de Hacienda de la época José Larraz.

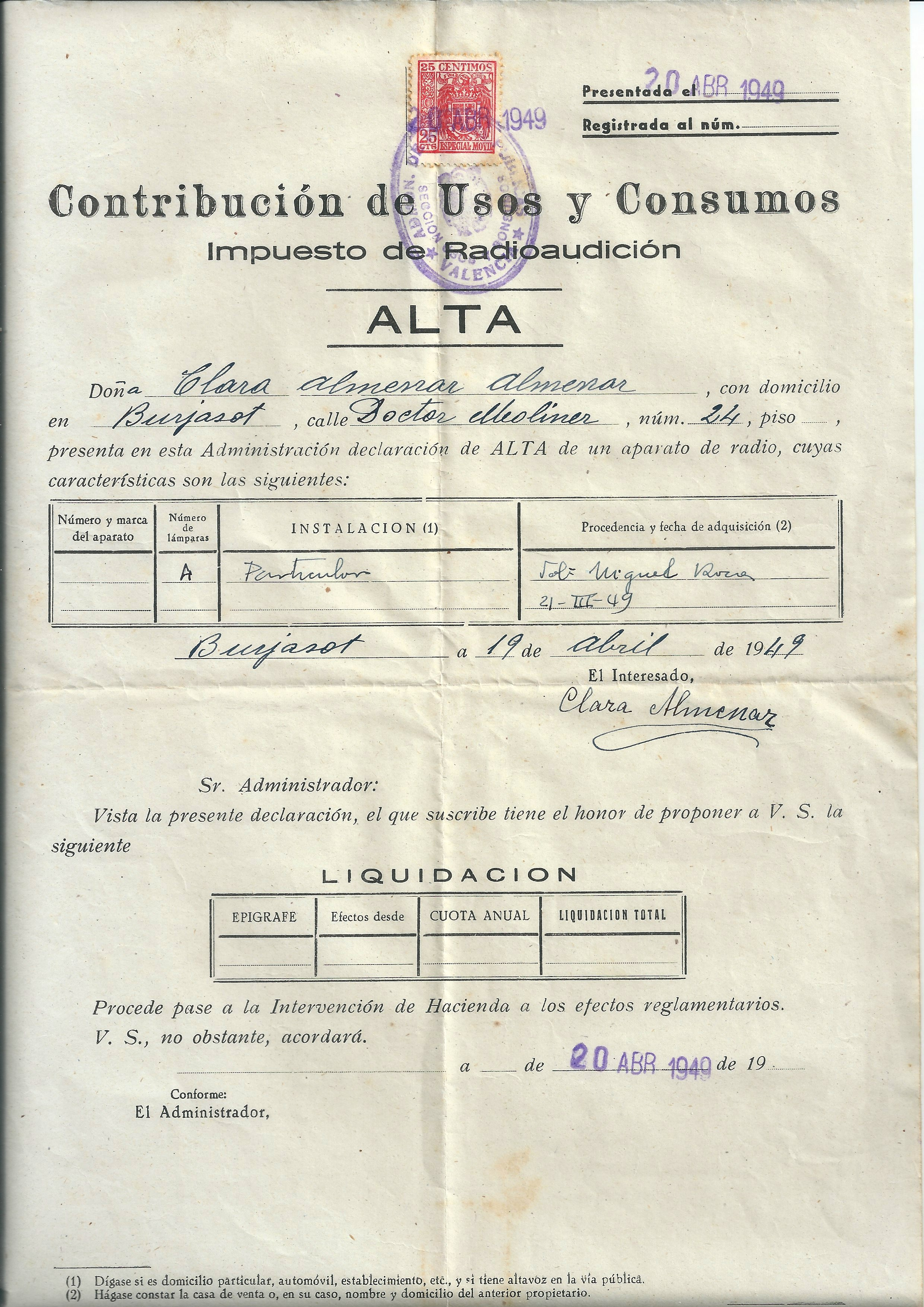
Alta en el Impuesto de Radioaudición, parte de la Contribución de Usos y Consumos

El impuesto fue un intento de sistematización de la imposición sobre el gasto, mediante la refundición de tributos indirectos dispersos hasta entonces, en una única contribución. Tenía en común con el impuesto sobre ventas en que gravaba casi todas las transacciones, pero no era un impuesto general sino que lo hacía a través de varios impuestos diferentes, gravando de forma específica el consumo de cada producto. Se clasificaba en cinco tarifas, algunas de las cuales existían con anterioridad y otras constituían una novedad:
1. Productos alimenticios.
2. Energía, primeras materias y alumbrado.
3. Productos elaborados.
4. Comunicaciones.
5. Lujo.

Los objetivos de Larraz con el establecimiento de este impuesto era desincentivar el consumo, en el periodo de posguerra. Trataba de no impedir las exportaciones y restringir el consumo de productos de lujo. Hasta la reforma fiscal de 1957, fue la principal contribución del Estado, atendiendo a rendimientos recaudatorios.

## Recaudación
La contribución de usos y consumos jugó un papel estelar en la economía autárquica de los primeros años del régimen del general Franco.
Los antecedentes de la contribución, durante la Segunda República Española, ya suponían una recaudación media del 8,9% de los ingresos ordinarios del Estado. Esa recaudación anual de la contribución de usos y consumos se incrementó a una media del 24% durante la autarquía, y se convirtió en la figura impositiva más importante de la Hacienda Pública  de ese periodo. Destacaba especialmente por su recaudación, el gravamen sobre el lujo, que suponía un 20% de la recaudación de toda la contribución y un 4,9% de los ingresos ordinarios públicos durante el primer periodo franquista.

## Reforma tributaria de 1957
En la reforma tributaria de 1957, se  reordenó  la  Contribución  de  Usos  y  Consumos,  que  pasó  a  denominarse Impuesto  General sobre el Gasto.